# Вировець Лариса Петрівна
Ви́ровець Лари́са Петрі́вна (нар. 19 січня 1958, Харків) — українська поетеса і громадський діяч. За фахом малярка. Уже багато років успішно працює у поліграфії (дизайн друкованих видань).
Авторка двох російськомовних збірок поезій — «Акварели» (2003), «На одном языке» (2006).
У 2008 році побачила світ перша україномовна книжка лірики — «Якби», яка дістала схвальні оцінки критиків.
«…друге покликання поетки — образотворче мистецтво. „У підлітковому віці, — читаємо в коротких відомостях про авторку, — вибір між малюванням та поезією було зроблено на користь малювання, але вірші все ж писалися в шухляду, і через багато років авторка повернулася до них вже на більш професійному рівні». Її книжка вийшла друком з авторськими ілюстраціями: вони нагадують офорти чи рисунки тушшю, на деяких оживають казкові дракони та кораблі зі щоглами, на інших упізнається неокласицистична архітектура харківського середмістя. Разом із віршами ці рисунки творять гармонійну цілісність, і сама книжка нагадує музей «коштовних дрібничок», галерею перебіжних миттєвостей, ухоплених свавільною рукою митця й увічнених“» (Люцина Хворост).
Подальші поетичні збірки Лариси Вировець:
- 2012 — «Глиняні письмена: Вірші»;
- 2018 — «Передмістя: Вірші, переклади, есе»;
- 2019 — «Маскувальна сітка: Вірші».

Член НСПУ з 2013 року.
Лариса є засновницею Харківського Українського клубу «Апостроф», мета якого — популяризувати в Харкові українську культуру в усіх її виявах, зокрема культуру книжкову й читацьку.

## Відзнаки
- Лауреат фестивалю «Время Визбора» в номінації «Поезія» (2004)
- Переможець Internet-конкурсу львівського сайту «Поетичні майстерні» (2005)
- Дипломант фестивалю «Підкова Пегаса» в номінації «Вітер зі Сходу» (Вінниця, 2007)
- Лауреат першої премії харківського обласного літературного конкурсу імені О. С. Масельського в номінації «Поезія» (2011)